# Inose Hiroko
Inose Hiroko es profesora en la Universidad de Dalarna en Dalecarlia, Suecia. Imparte clases de traducción del japonés en dicha universidad, además de realizar numerosas publicaciones.

## Biografía
Entre los años 1993 y 1994 realizó una licenciatura (BSc) en sobre psicología y un Diploma de Estudios Avanzados (MSc) sobre psicología social en la University College London. Entre los años 1995 y 2000 formó parte del Japan External Trade Organization.
Posteriormente realizó estudios en Japón para enseñar lengua extranjera ejerciendo también de traductora e intérprete en la editorial Hachette Fujingaho Co.Ltd.
En 2006 obtuvo un Diploma de Estudios Avanzados sobre traducción en la Universidad de Granada. En la misma Universidad obtuvo un Doctorado con la tesis sobre "La Traducción de las Onomatopeyas y Mímesis Japonesas al Inglés y al Español: En Casos de la Novela y el Manga". Entre 2004 y 2010 trabajó como traductora freelance de japonés, inglés y español.
[actualizar]Desde 2011 hasta la actualidad es profesora de traducción de Japonés en la Universidad de Dalarna.